# Sue Austin

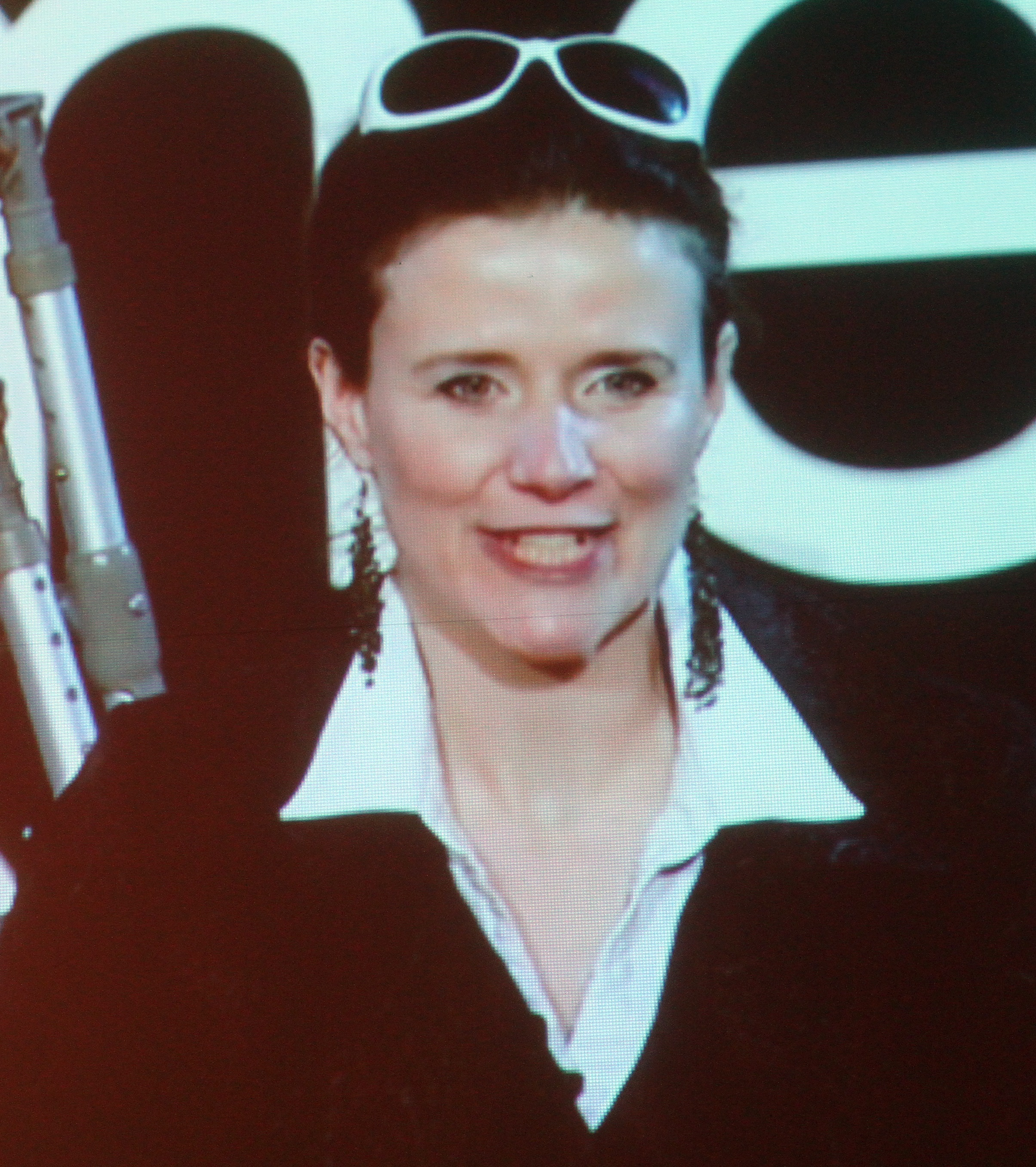
Sue Austin bei der TedX Monterrey

Sue Austin (ursprünglich: Susan Felicity Austin; geb. 7. September 1965 in Birmingham, England) ist eine britische Multimedia-, Performance- und Installationskünstlerin. Bekannt wurde sie durch ihr Werk „Creating the Spectacle!“, bei dem sie mit einem selbst konstruierten Unterwassermodell eines Rollstuhls mit Düsenantrieb zu sehen ist.

## Leben
Sue Austin studierte Psychologie an der Universität von Plymouth und absolvierte 2009 ihren Bachelor an der University of Wales und 2014 den Master of Fine Arts. Von 2000 bis 2003 besuchte sie außerdem Kunstkurse am North Devon College in Barnstaple. In ihrer psychologischen Abschlussarbeit setzte sie sich theoretisch mit dem Thema auseinander, welches auch das Zentrum ihres künstlerischen Schaffens kennzeichnet: „Self-Narration as a means of restoring the body: An Investigation into the power of Discourses on Disability and Ontological Theories to reposition the Embodiment and Art-Practice of the Disabled Artist.“ (Zur Bedeutung der Selbsterzählung zur Wiederherstellung des entfremdeten Körpers. Untersuchung zum Veränderungsprozess von Verkörperung und künstlerischer Praxis von behinderten Künstlern durch die Kraft des Diskurses über Behinderung und ontologischen Theorien.)
Sie nutzt ihre Bekanntheit, um in Vorträgen und Videobeiträgen über die psychologische Situation von Rollstuhlfahrern zu informieren. So erzählt sie z. B. davon, wie sie für andere wie unsichtbar zu werden schien, als sie 1996 nach einer langwierigen Krankheit zur Rollstuhlfahrerin wurde, und wie der Rollstuhl den Blick auf die Person zu verstellen droht. Sie betont die Bedeutung der künstlerischen Transformation der Behinderung.

## Werk
Sue Austin geht es in ihrem Werk darum, der negativen Konnotation des Rollstuhls als Hilfsmittel für behinderte Menschen ein Bild entgegenzustellen, welches durch die Kombination mit einem Tauchgerät und der Faszination der Unterwasserfotografie mit Abenteuer, Lebendigkeit und Spaß verbunden ist. So ist einerseits das Rollstuhltauchgerät selbst ein Kunstobjekt, zum anderen besteht das Kunstwerk in den von ihr im Rahmen von Performances in offener See und in Schwimmbädern aufgeführten Unterwasser-Choreografien, in die sie oft auch weitere Personen einbezieht. Auf einer dritten Ebene sind es die so entstandenen Fotografien und Filme, die in sich als künstlerisches Werk zu verstehen sind und als Installationen auf Ausstellungen und im Internet zu sehen sind. „Durch das Zusammenführen scheinbar nicht zusammengehöriger Elemente (Rollstuhl, Wasser, Tauchgerät) gelingt es ihr, das vorgefasstes Verständnis der Dinge aufzubrechen und den Denkraum zu Behinderung und Hilfsmittel zu erweitern.“ 2012 präsentierte sie ihre Performance bei der Kulturolympiade der Sommer-Paralympics in London.

## Ausstellungen (Auswahl)
- „Big Screens and site-specific work“, BBC Plymouth City Centre, Juli bis August 2009[3]
- Swan Song Group Exhibition. Interviewed by Sue Perkins for „The Art on Your Walls“ on BBC Two in der Empire Gallery, London vom 6. bis 17. August 2009[3]
- Finding Freedom (Screening), Islington Exhibits, London vom 20. bis 31. Juli 2013[3]
- Rights of Way: Mobility & the City, Boston Society of Architects Space Gallery in Boston, USA vom 5. Dezember 2013 bis 26. Mai 2014[3]
- Finding Freedom (Screening) Tate Gallery of Modern Art vom 13. bis 14. Juni 2014[3]
- „Grenzenlos“, Kultur-Theater-Festival, Mainz 2014[7]
- Finding Freedom (Screening) InShadow Festival: Lissabon, Portugal vom 26. November bis 7. Dezember 2014[3]
- Exhibition of images for International Day of Disabled Persons, Europäisches Parlament Brüssel vom 3. bis 12. Dezember 2014, Brüssel[3]